# Šiné

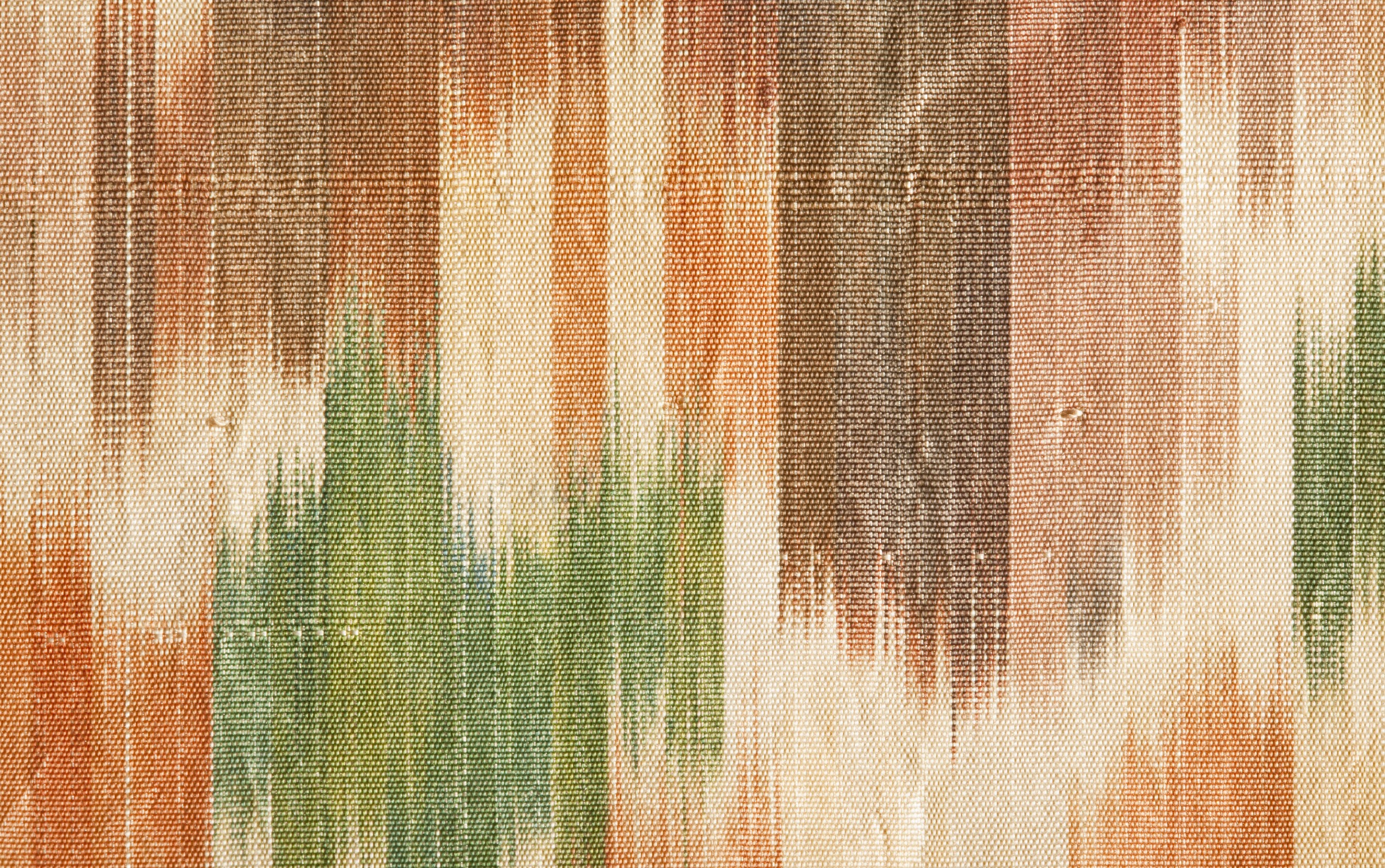
Vzorek taftu s potištěnou osnovou z 60. let 18. století

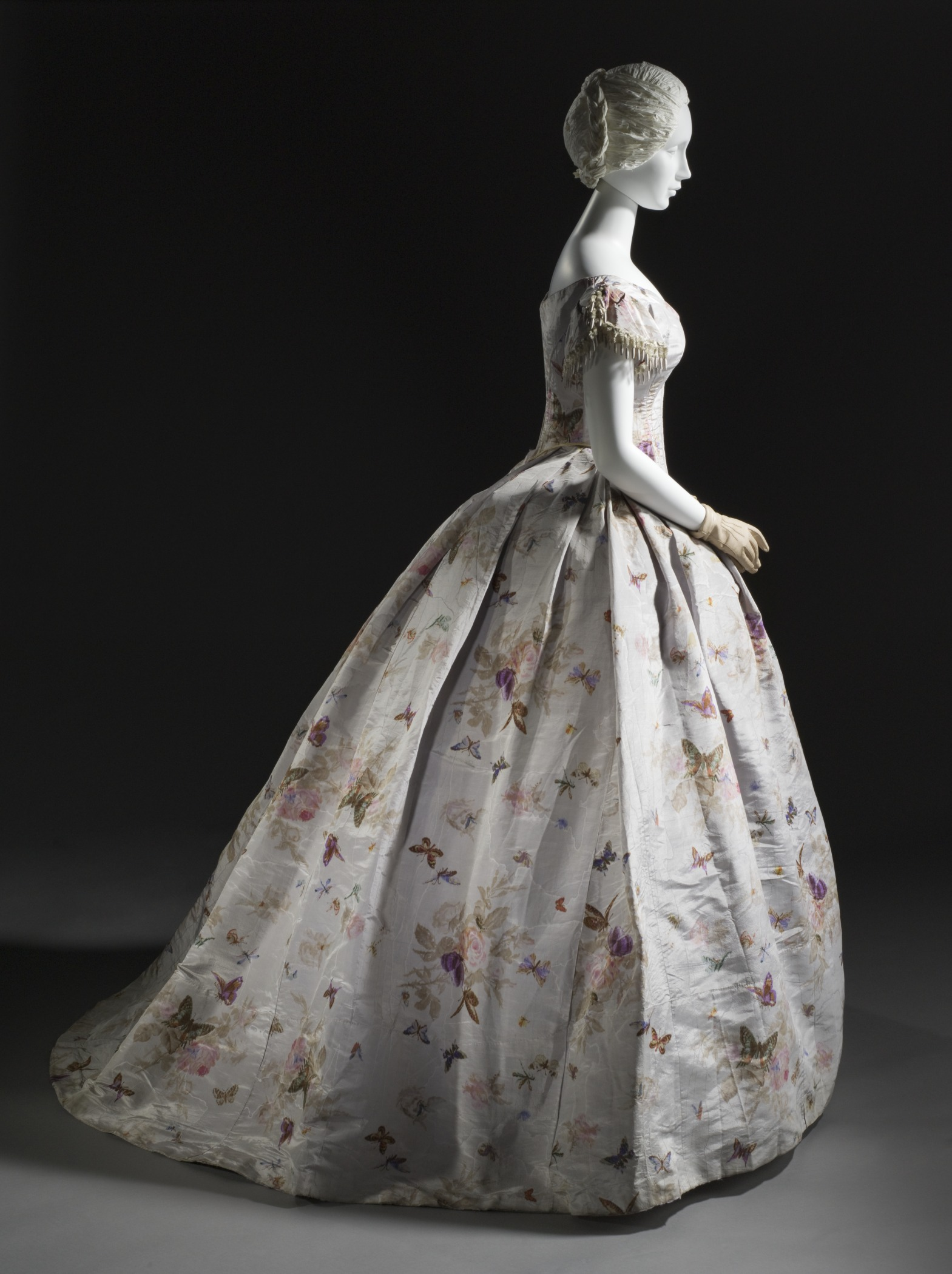
Šaty z hedvábného šiné, tkanina s moaré úpravou (1865)

Šiné je tkanina z potištěných nebo obarvených osnovních nití protkaných jednobarevným útkem.
Protože se jednotlivé nití během tkaní nepatrně posunují, jsou obrysy vzorů na hotové tkanině nezřetelné až mírně klikaté. Tento efekt je obzvlášť výrazný u lesklých hedvábných tkanin.

## Historie šiné
V 18. století se dostal do Francie pravděpodobně z Číny ikat z barevných hedvábných osnovních a režně blílých útkových nití. Toto luxusní zboží bylo velmi oblíbené u zámožných zákazníků („Pompadour silk“), proto se tam  v 60. letech začala vyrábět tkanina s podobným vzhledem z potištěných osnovních nití pod názvem chiné (šiné). 
Výrobu a použití, obzvlášť sametové tapety ve stylu šiné podporoval i Napoleon. Jako odborníci vynikali např. lyonští bratři Grandové (nejznámější je jejich tapeta s větvemi vína a oleadru ve Fontainebleu)
Výroba a použití šiné se v průběhu staletí rozšířilo do mnoha zemí. V roce 2019 bylo ve světě zaznamenáno 49 výrobců tkanin s potiskovanou osnovou (z toho 5 v Evropě). Celkový rozsah výroby není veřejně známy.

## Způsob výroby
Výroba probíhá v následujících pasážích:
tkaní předdíla (podobně jako u  tkané žinylky, (dostava např. 2 útky/cm) => lepení předdíla na bavlněné plátno => potisk plochými nebo rotačními šablonami (až s 28 barvami) => navíjení na válec, oddělení tkaniny od plátna => praní a sušení => odstranění útkových nití z předdíla => navázání osnovy na konec předchozí tkaniny (řádově 10 000 nití) => tkaní potištěné osnovy  

### Potiskování na tkacím stroji
V roce 2003 byl zveřejněn popis zařízení k potiskování osnovních nití během tkaní. Pricip: Na tkacím stroji je umístěna mezi osnovní svůrkou a osnovními zarážkami tiskárna, která sestává z topné desky, odvíjecího a navíjecího zařízení s obtiskovým papírem a tiskací šablony. Při tkaní přitlačuje topná deska obtiskový papír, který se posouvá nastavitelnou rychlostí a tře o osnovou.  Střída vzoru může dosáhnout až 3 metry. Jednotlivé obtiskové papíry mohou obsahovat různé vzory, stínování, přerušené potiskování atd., na jednom stroji se mohou tkát dvě různé vazby tkanin vedle sebe.
Zařízení podobné konstrukce bylo předvedeno na čínském veletrhu textilních strojů v roce 2024. 
Tkací/potiskovací stroj s pracovní šířkou 230 cm běžel s 550 obr/min, potiskovaná osnova ze syntetických monofilamentů, útek ze lněné příze.

## Použití
Tkaniny z postištěné osnovy se používají z velké části na luxusní dámské oděvy, nábytkové potahy a závěsy. Např. závěsy ze směsi len/bavlna (střída vzoru osnova/útek 76/67 cm) se nabízejí za 260 USD/m2, a směsové tkaniny na dámské oděvy za 25-35 €/m. K dostání jsou však i imitáty z polyesterové příze za 2,50-3,80 USD/m.